# Крейсерское судно
«Крейсерское судно» — русский военно-морской термин, первоначально объединяющий собой военные суда различных классов, используемые в «крейсерских операциях» для защиты русских торговых путей от каперов и для проведения океанографических и географических исследований. 
В 70-х годах XIX века — все существующие классы боевых и вспомогательных «крейсерских судов» были объединены «на английский манер» единым классификационным термином крейсер подразделённым на различные подклассы. 
В новейшей истории — прогулочные и парусные учебные суда.
Крейсерское судно — собирательный термин, предшествующий классификационному термину крейсер.
Впервые был введён в XVIII веке для различных классов мореходных и быстроходных деревянных парусных кораблей, несущих различное парусное вооружение, способных осуществлять крейсерство. В первой половине XIX века к крейсерским судам в ВМФ РИ были отнесены различные классы деревянных и композитных быстроходных парусно-колёсных и парусно-винтовых военных судов, несущих полное парусное вооружение и оснащённых вспомогательной паровой двигательной установкой. Со второй половины XIX века, вплоть до официального введения класса «крейсер» — к крейсерским судам были отнесены многие классы железных мореходных парусно-винтовых «рангоутных» боевых кораблей (незащищённых, защищённых и броненосных), несущих полное парусное вооружение. Быстроходные легковооружённые коммерческие пароходы также были отнесены к крейсерским судам.
Последующее замещение собирательного термина «крейсерское судно» официальным класификационным термином «крейсер» и его подклассами, произошло под влиянием научно-технического прогресса в развитии военно-морской техники, вооружения и тактики ведения морской войны, вследствие которого некоторые классы крейсерских судов полностью или частично утратили своё боевое значение. 
Основные классы новейших, на тот период, боевых крейсерских судов («фрегат» и «кровет») — в ВМФ ряда морских держав — были переклассифицированы в крейсера соответствующих подклассов (1-го, 2-го и 3-го классов). В ВМФ Российской империи новейшие на тот период крейсерские суда классов «фрегат» и «корвет», так же были переклассифицированы в крейсера, и в зависимости от водоизмещения соответственно отнесены к двум рангам 1-й «фрегатский» и 2-й «корветский» и соответственно к трём массово габаритным категориям «большой», «средний» и «малый».
В современном Словаре морских терминов, применительно к прогулочным и учебным парусным судам используется термин англоязычного происхождения: «Cruising ship» (рус. «Крейсерское судно») — которому в русско-язычном переводе дано следующее толкование: «Моторное или парусное — моторное прогулочное судно, построенное в соответствии с требованиями классификационных обществ к постройке крейсерских судов. На время тренировок и участия в крейсерских гонках получает статус гоночного».

## Происхождение термина
Термин «крейсерское судно» происходит от голландского слова kruisen — крейсировать, плавать по определенному маршруту, в связи с тем, что в то время русский император использовал голландский опыт кораблестроения. Возникновение и применимость собирательного термина «крейсерское судно» в XVIII—XIX веках было обусловлено многообразием классов парусных кораблей, отличающихся по водоизмещению, составу вооружения и вариантам парусного вооружения, в различной степени пригодных как для охраны побережья, так и для проведения различных географических исследований. Разнотипность парусных судов и большой разброс их характеристик — сдерживали возможность применения к ним единого классификационного термина — обезличивавшего не только особенности их парусного вооружения, но и принадлежность к тому или иному официально установленному классу. В русской военно-морской терминологии, происхождение собирательного названия «крейсерское судно» отражает собой в первую очередь его функциональное предназначение, вероятно, берёт своё начало от имени собственного «Крейсер»- неоднократно присваиваемого в разное время нескольким парусным военным судам и от штабного термина «крейсерская операция». В частности, при Петре I, название «Крейсер» носили трофейная шнява и фрегат (1721 г.), а после него — ещё четыре парусных корабля, включая известный фрегат «Крейсер», который в 1822—1825 гг. под командованием М. П. Лазарева совершил одно из первых кругосветных плаваний в русском флоте. Вероятно сказалось и то обстоятельство, что проведению, так называемых, «крейсерских операций» в ВМФ РИ неизменно уделялось первостепенное значение для утверждения России в статусе морской державы. В 1861÷1865-х гг. (XIX в.) большое внешнеполитическое значение приобрела одна из наиболее крупномасштабных операций — экспедиция русских эскадр к берегам Америки в период войны между Севером и Югом, с участием парусно-винтовых корветов, фрегатов и бригов — именуемых крейсерами только в смысле выполняемых ими функций. Русская крейсерская операция 1863—1864 гг. совпала по времени с выходом в свет первого издания «Толкового словаря живого великорусского языка» В. И. Даля, который наиболее полно определил понятия «крейсерство» и «крейсировать» — «крестить по морю в военное время для наблюдения за неприятелем и для охранения берегов»; «Крейсер — военное судно, посланное в крейсерство». Данные формулировки ещё не содержали важнейшего функционального компонента понятия крейсерства — нарушение морских коммуникаций противника.